# A Föld napja

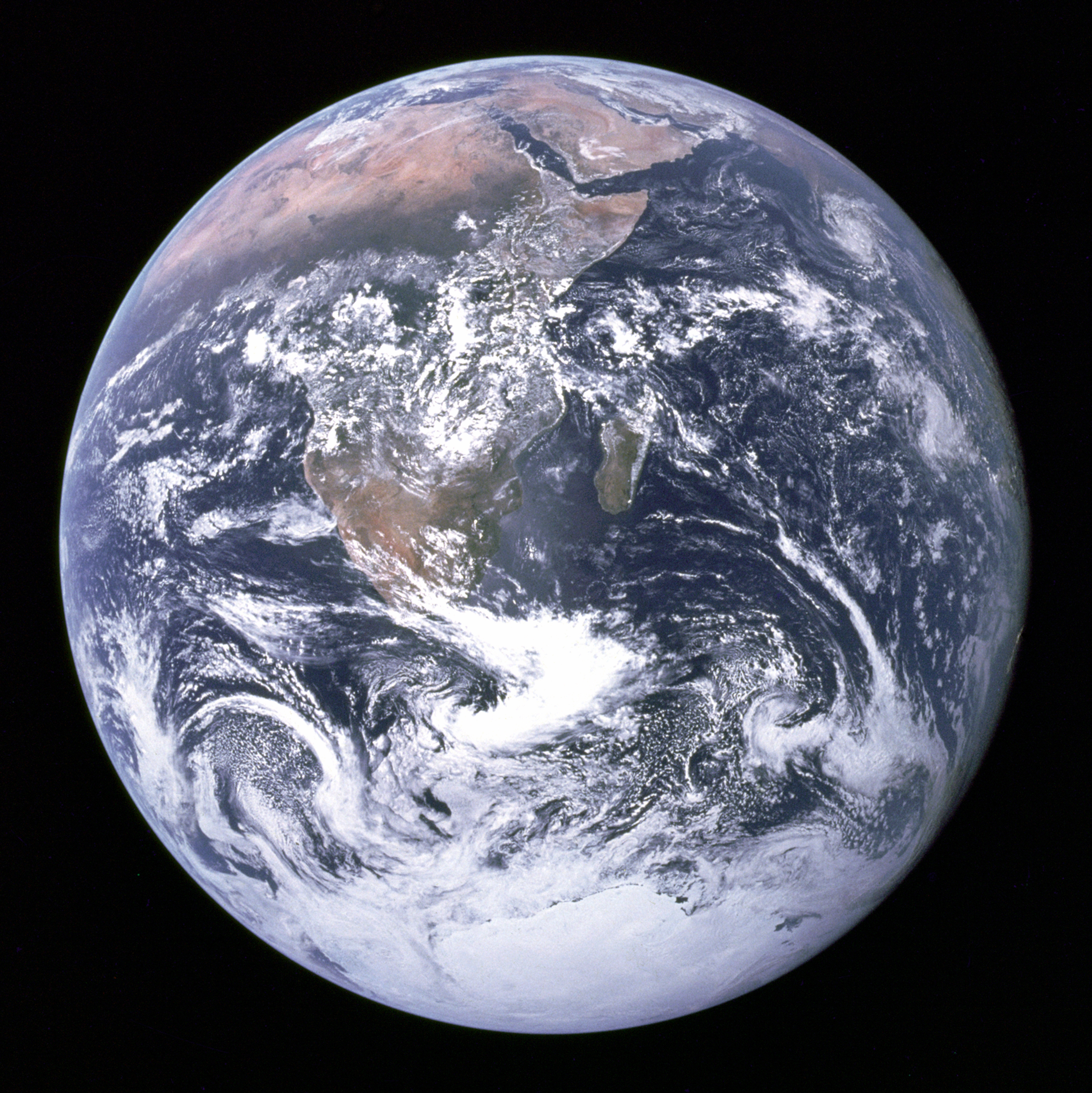
A Föld képe az Apollo–17-ről

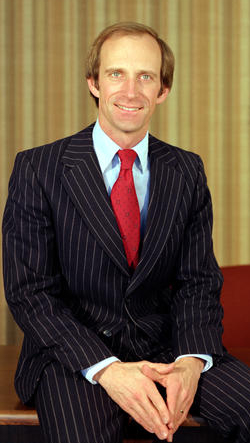
Denis Hayes

A Föld napja (április 22.) alkalmából különféle eseményeket rendeznek világszerte, melyekkel felhívják a figyelmet a Föld természeti környezetének megóvására. Az eseményeket az Earth Day Network koordinálja. A napot 175 országban tartják, Magyarországon 1990 óta rendezik meg. 2009-ben Evo Morales bolíviai elnök kezdeményezésére az ENSZ április 22-ét a „Földanya Nemzetközi Napjá”-vá nyilvánította.
A Föld napja mozgalom egyik jelmondata: „Ki mondta, hogy nem tudod megváltoztatni a világot?”

## Története
Az ötletet John McConnell vetette fel 1969-ben egy UNESCO konferencián, San Franciscóban. A Föld napját első ízben 1970. március 21-én tartották, ami az északi féltekén a tavasz első napja.
Denis Hayes amerikai egyetemi hallgató   22-én mozgalmat indított a Föld védelmében, és megalapította az Earth Day Network-ot (=Föld Napja Hálózat). Azóta az alternatív energiaforrások kutatója és szakértője lett. Már mozgalmának megindításakor több mint 25 millió amerikai állt mögé, ma pedig szinte az egész Földre kiterjed az általa kezdeményezett mozgalom. Ezernél több szervezet vesz részt benne.
A következő jelentős esemény a Föld Napja Nemzetközi Hírközpont megalakulása volt 1989-ben Kaliforniában, ettől kezdve havonta küldtek hírlevelet a világ minden országába, hogy sokféle akcióval ünnepeljék április 22-én a Föld napját az egész világon.
2013-ban, 2014-ben, 2015-ben, 2018-ban és 2019-ben a Google egy-egy animált logóval emlékeztetett a Föld Napjára, amihez 2018-ban egy animált videóüzenet is tartozott, amin Jane Goodall beszél. 2018 kiemelt témája a „műanyagmentes világ” volt. A 2024-es Föld napja témája a Föld és a műanyag. Ennek keretében az Earthday.org a műanyagtermelés 60%-os csökkentését indítványozta 2040-ig.

## Események
- 1990 óta minden évben erre a napra adja ki a washingtoni Worldwatch Institute éves jelentését a világ környezeti állapotáról „A világ helyzete” címmel.
- A Critical Mass kerékpáros mozgalom szervezői gyakran erre a napra teszik a felvonulás időpontját.
- Ezen a napon fát ültetnek, rajzpályázatot hirdetnek, környezeti vetélkedőt, patak- és falutakarítást szerveznek civil szervezetek és helyi önkormányzatok, iskolák.

## A Föld napja himnusza
Hány háború után vagyunk már?
Mégsem ért a vágyunk célt.
Most némítsd el elméd zaját,
Hallgasd hát a Föld dalát.
Mint szent fohász, mit némán súg a szél,
Lágy hangja átölel és újra kél.
Lásd a fényt, ne bántsd mi érted él!
Halld a szót, mit föld az ég beszél!
Nézd a bolygót, oly' tiszta kék,
Élj ma úgy, hadd éljen még!
Oooooho
Hány néma csonk az erdők helyén?
S hány mérgezett folyó?
Még megbocsát s új életre kél,
De több esély nem kapható.
Ooooho
A gyárak, gépek, fémek hangján át,
Még kell, hogy halld, hogy értsd a Föld dalát!
Lásd a fényt, ne bántsd mi érted él!
Halld a szót, mit föld az ég beszél!
Nézd a bolygót, oly' tiszta kék,
Élj ma úgy, hadd éljen még!
Yehee
Oly' tiszta kék.
Hadd éljen még 